# Hygrocybe psittacina var. psittacina
Hygrocybe psittacina var. psittacina (Schaeff.) P. Kumm. es un hongo basidiomiceto de la familia Hygrophoraceae, también conocido como higróforo verde. Su basónimo es Agaricus psittacinus Schaeff. 1774. El epíteto específico psittacina significa "perteneciente al papagayo".

## Descripción
La seta de este hongo presenta un sombrero muy pequeño, midiendo entre 1 y 4 centímetros de diámetro, campanulado al principio, y aplanado con un mamelón central más tarde. La cutícula es verde, lisa y, en ambiente húmedo, presenta un aspecto brillante y viscoso. El color es variado, aunque predominantemente es verde con tonos amarillentos o anaranjados, y conforme madura puede presentar tonos rojizos, empalideciendo en ejemplares viejos. Las láminas son adnatas, gruesas y están muy espaciadas, presentando laminillas parciales. Son de color amarillo o verdoso, como el sombrerillo. El pie mide entre 3 y 7 centímetros de longitud y entre 0,3 y 0,8 de diámetro, a menudo está torcido y es hueco y más estrecho en la parte superior. Presenta una coloración parecida a la del sombrero, tomando un color verdeazulado en la parte superior, y amarillo anaranjado en la inferior. Su carne es del mismo color que el pie y el sombrero, y de textura acuosa y frágil, sin olor ni sabor. La esporada es blanca.

## Posibilidades de confusión
Su color verdoso es muy característico, por lo que es difícil confundirlo con otras especies, salvo con otras setas verdes, como la del hongo Hygrocybe laeta. Sin embargo, cuando empalidece es bastante parecida a las otras especies de Hygrocybe.

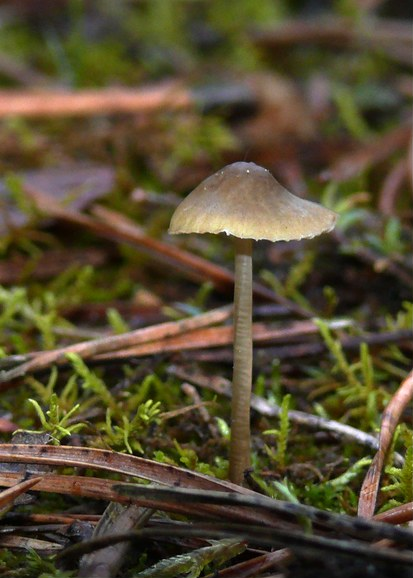
Hygrocybe psittacina, en Bielorrusia.